# Otto Emil Lau
Otto Emil Lau, eigentlich Otto Lau (geboren 1853 in Wismar; gestorben 2. Mai 1917) war ein deutscher Illustrator und Zeichner.

## Leben
Otto (Emil) Lau wurde als Sohn des Orgelbauergehilfen Carl Lau (* 1806) geboren. Am 28. April 1872 trat Otto Lau in die „Antikenklasse“ der Münchener Akademie der Bildenden Künste ein.
Er trat vor allem mit Illustrationen zu Fritz Reuter und zahlreichen Buchillustrationen der „Buchnerschen Verlagsbuchhandlung“ in Bamberg hervor. Bekannt ist er auch als Zeichner für die satirischen Zeitschrift „Der Wahre Jacob“, die Johann Heinrich Wilhelm Dietz in Stuttgart ab 1884 verlegte. Seine Zeichnungen signierte er mit einem „L“ und der Jahreszahl.
Lau starb vielleicht in Stuttgart. Weiteres über sein Leben ist bisher nicht bekannt.

## Werke

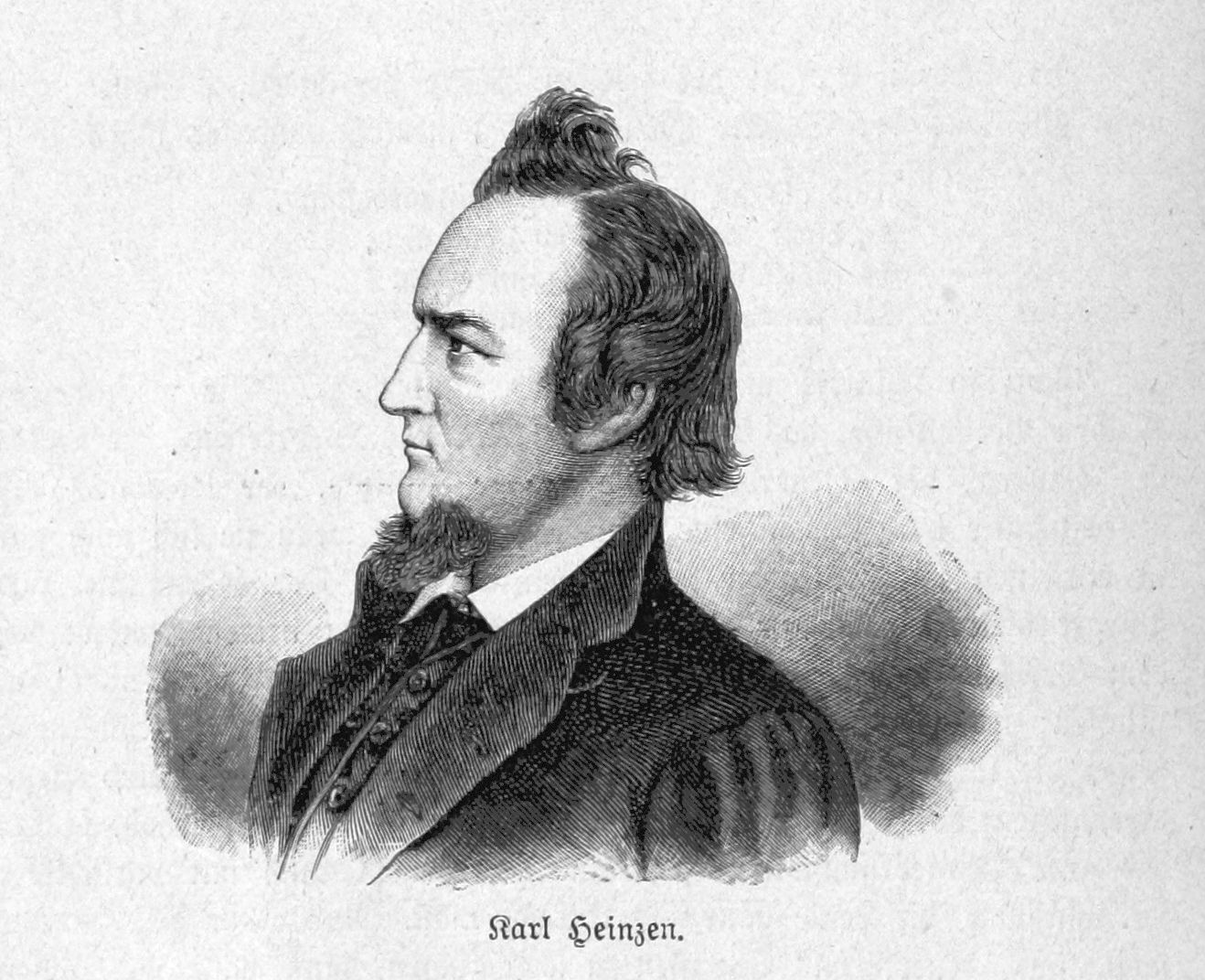
„Karl Heinzen“.
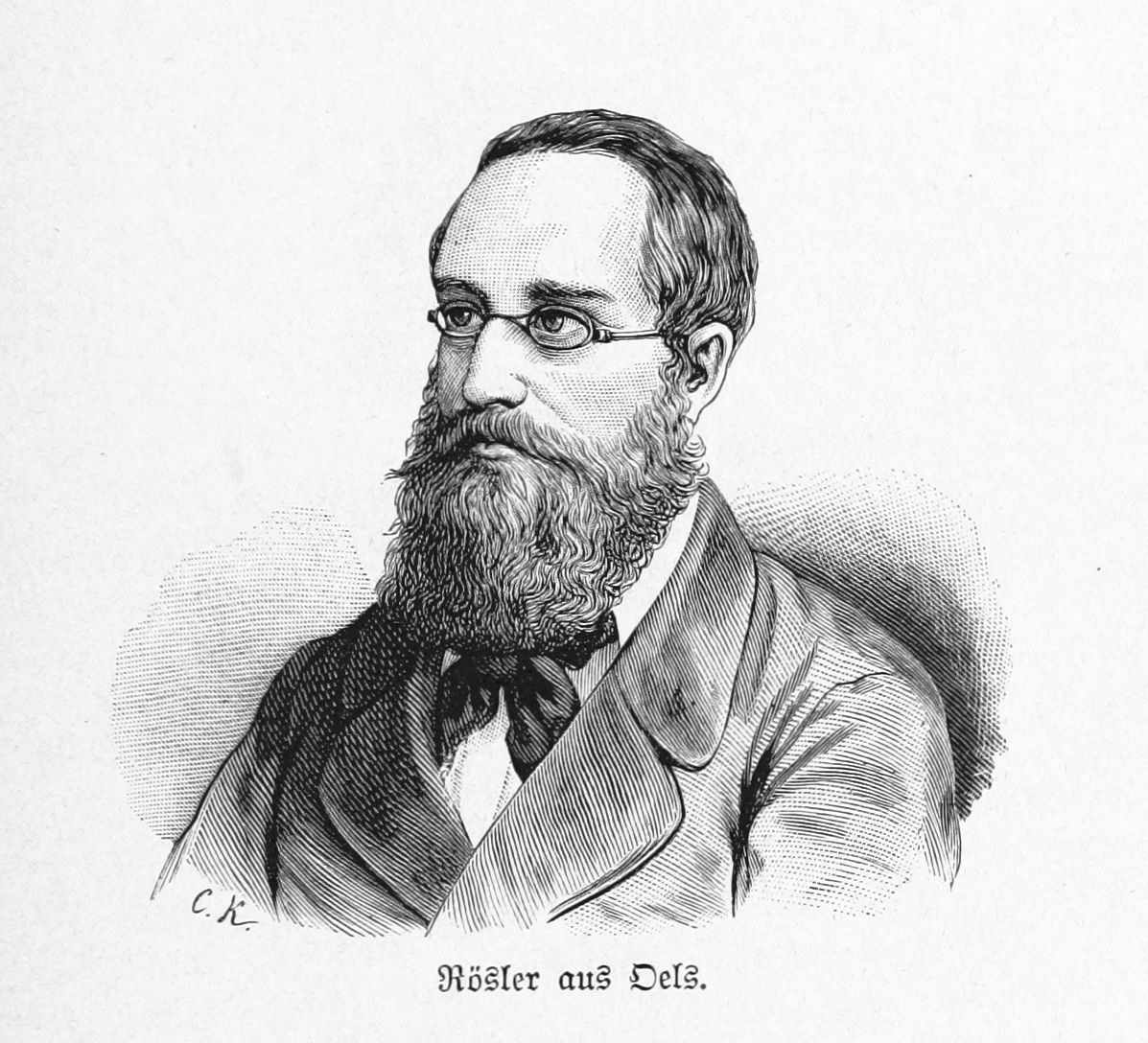
„Rösler aus Oels“.
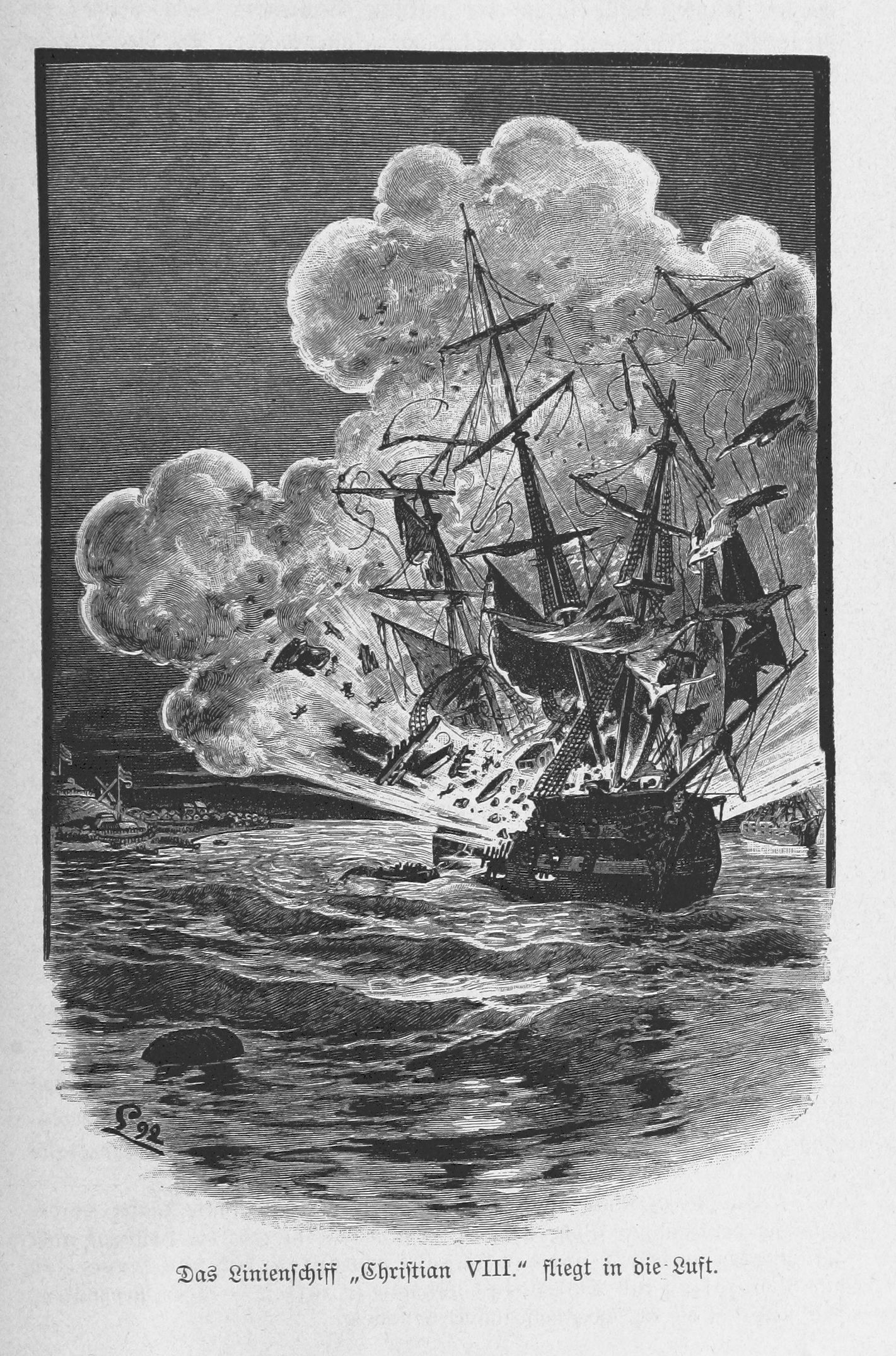
„Das Linienschiff ‚Christian VIII.‘ fliegt in die Luft“.
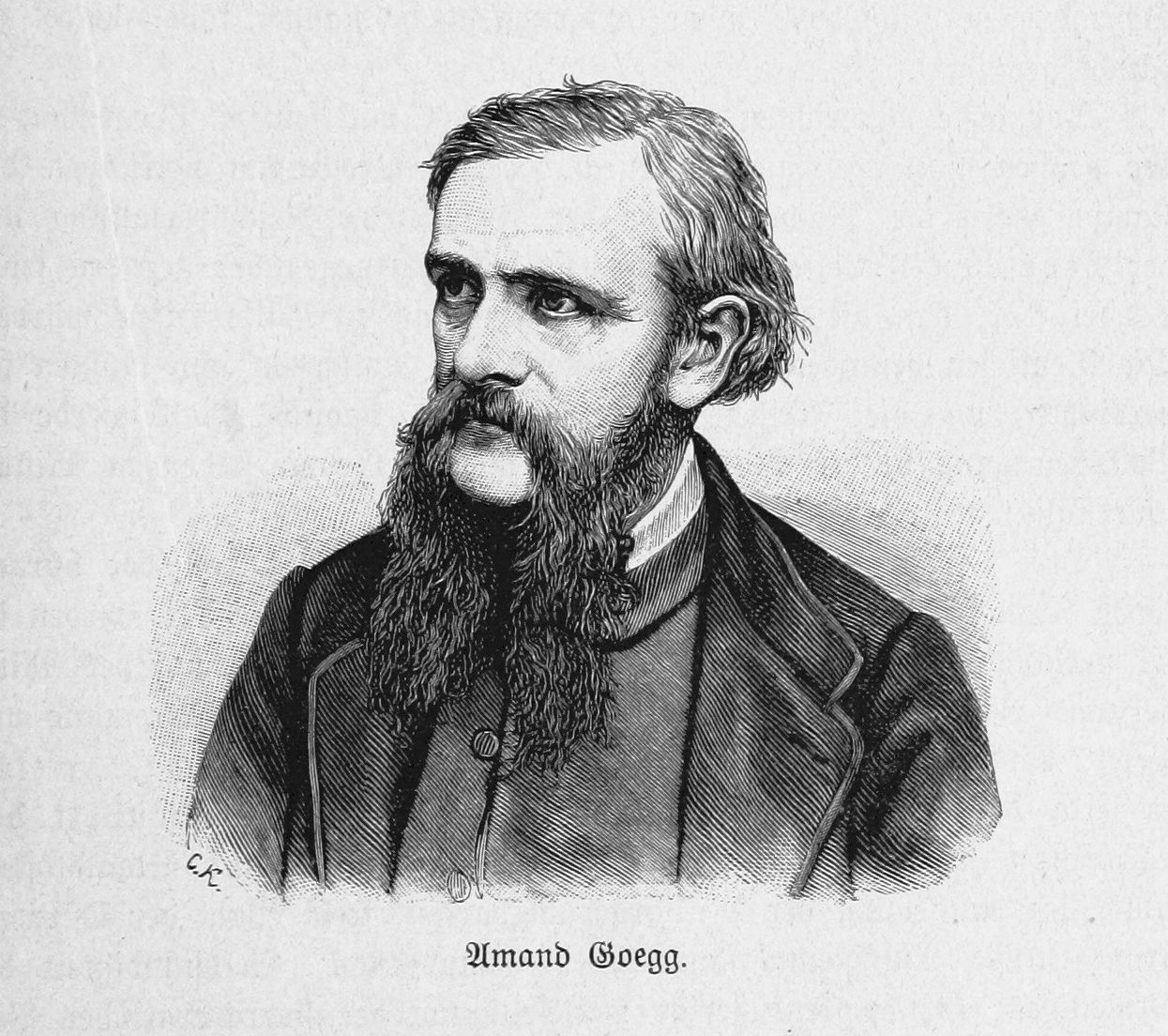
„Amand Goegg“.
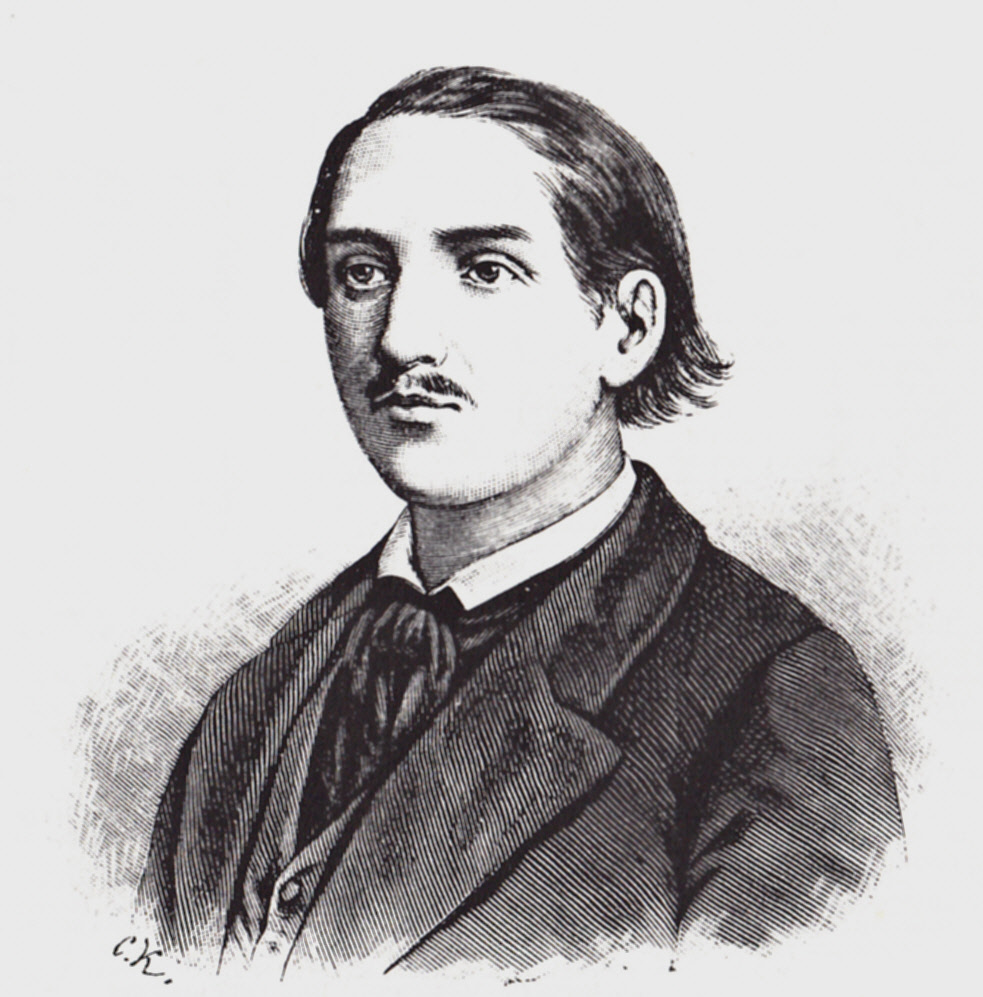
„Max Dortu“.
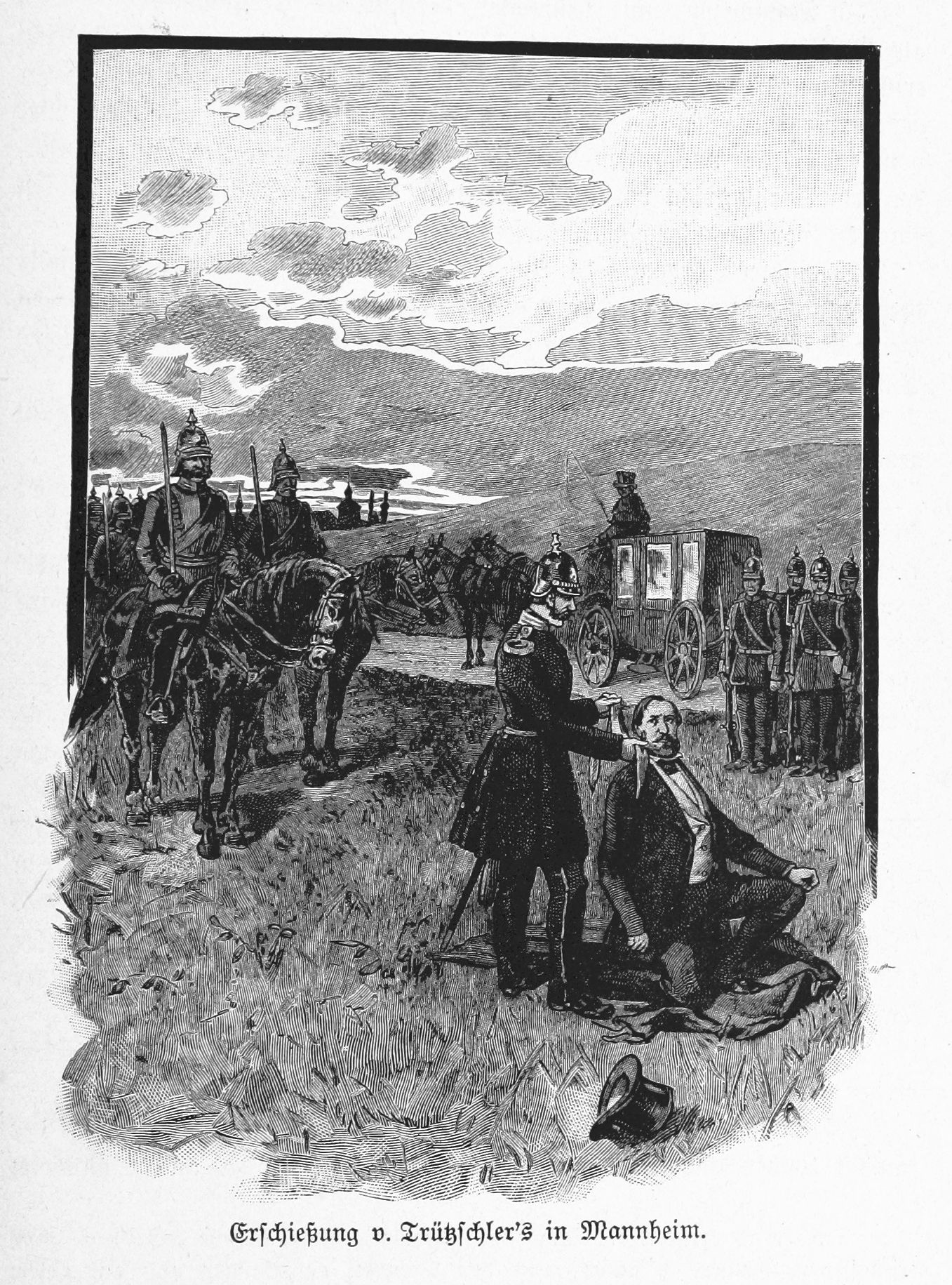
„Erschießung v. Trützschlers in Mannheim“.
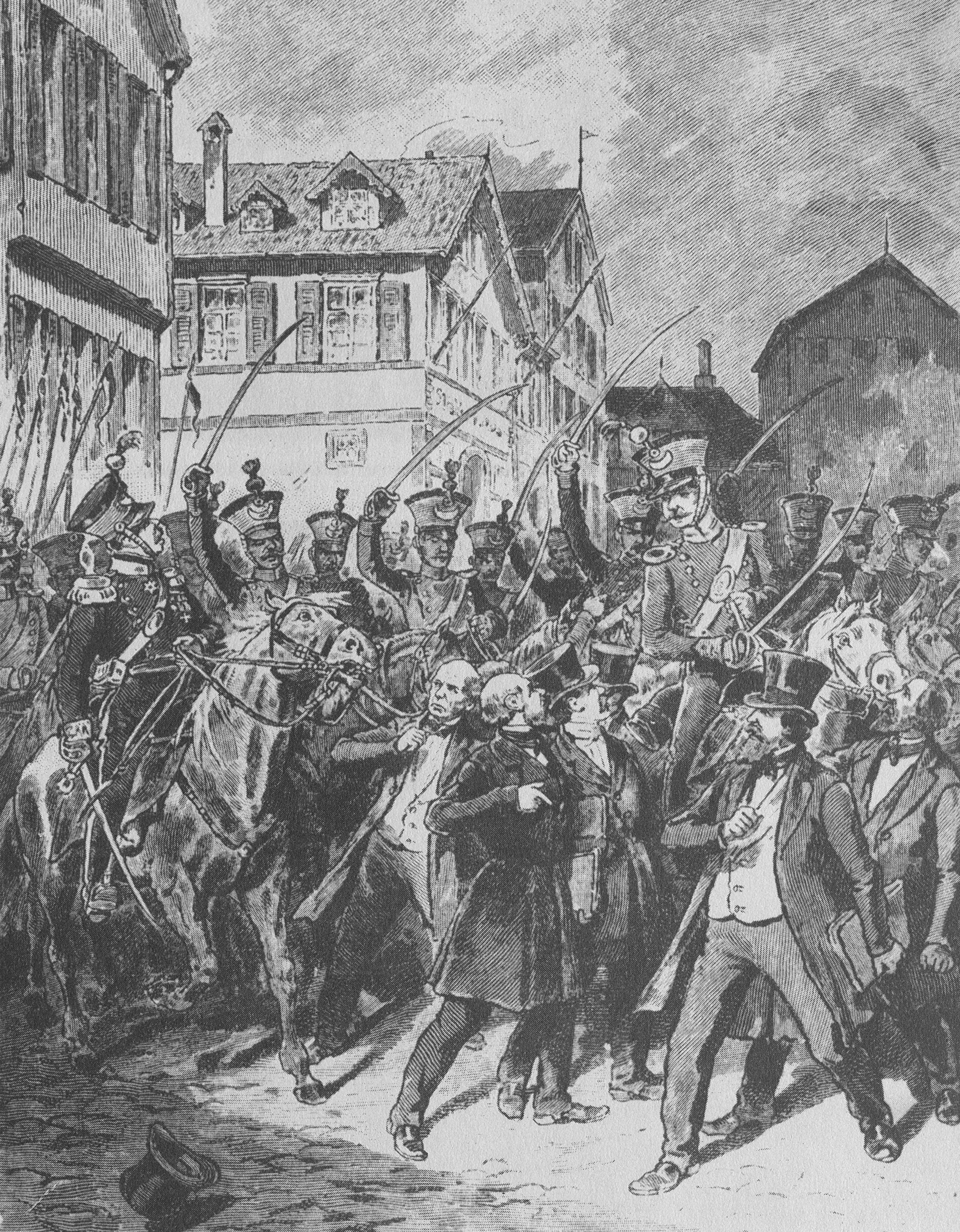
„Sprengung des Rumpfparlaments in Stuttgart“.

- Fritz Reuter: Hanne Nüte un de lütte Pudel. „Ne Vagel- un Minschengeschicht“. Mit Holzschnitten nach Zeichnungen von Otto Speckter und neuen Illustrationen von Otto Lau, auf Holz gezeichnet und geschnitten von Emil Schröter. 2. Aufl., Verlag der Hinstorff'schen Hofbuchhandlung, Wismar, Rostock & Ludwigslust 1875.
- Fritz Reuter: Ut mine Stromtid in drei Theilen. (Olle Kamellen, Band III – V). Mit 140 Original-Illustrationen von Ludwig Pietsch und Otto Emil Lau. Verlag der Hinstorff'schen Hofbuchhandlung, Wismar, Rostock & Ludwigslust 1878.
- Bayrischer Wald. Waldlerlied mit Noten und Text von Franz Stahl. Mit Illustrationen von Otto E. Lau. Holzstich. o. O. und o. J.
- Siegmund Günther: Martin Behaim. Zeichnungen von Otto E. Lau. Buchnersche Verlagsbuchhandlung, Bamberg 1890.
- Franz Muncker: Friedrich Rückert. Zeichnungen von Otto E. Lau. Buchnersche Verlagsbuchhandlung, Bamberg 1890.
- August Kluckhohn: Über Lorenz von Westenrieders Leben und Schriften. Zeichnungen von Otto E. Lau.  Buchnersche Verlagsbuchhandlung, Bamberg 1890.
- Wilhelm Vogt: Elias Holl, der Reichsstadt Augsburg bestellter Werkmeister. Zeichnungen von Otto E. Lau. Buchnersche Verlagsbuchhandlung, Bamberg 1890. Digitalisat
- Max Haushofer: Arbeitergestalten aus den bayerischen Alpen. Zeichnungen von Otto E. Lau. Buchnersche Verlagsbuchhandlung, Bamberg 1890. Digitalisat
- Lichtstrahlen der Poesie. Gedichtsammlung. Ausgewählt von Max Kegel. Illustriert von Otto Emil Lau. J. H. W. Dietz, Stuttgart 1890. Inhaltsverzeichnis
- Dr. W. Zimmermanns Großer deutscher Bauernkrieg, hrsg. von Wilhelm Blos. Illustriert von Victor Schivert und O. E. Lau. J. H. W. Dietz, Stuttgart 1891. Digitalisat
- Wilhelm Blos: Die Deutsche Revolution. Geschichte der deutschen Bewegung von 1848 und 1849. Illustriert von Otto E. Lau. J. H. W. Dietz, Stuttgart 1893.
- Fritz Reuter: Ut de Franzosentid. Ausgabe für die Jugend veranstaltet von der Literarischen Vereinigung des Berliner Lehrervereins und des  Allgemeinen Plattdeutschen Verbandes. Mit einer Biographie des Dichters von Hermann Jahnke, dem Porträt Fritz Reuters und 6 Vollbindern von Otto Emil Lau. Eberhardtʹsche Hof- und Ratsdruckerei, Wismar 1904.